# Allolepis
Allolepis  Soderstr. & H.F.Decker é um género botânico pertencente à família Poaceae, subfamília Chloridoideae, tribo Eragrostideae.
O gênero é constituído por uma única espécie, nativa do sul dos Estados Unidos.

## Espécie
- Allolepis texana (Vasey) Soderstr. & H.F. Decker